# سوزي مورغان
سوزي مورغان (بالإنجليزية: Susie Morgan)‏ هي قاضية ومحامية أمريكية، ولدت في 22 أبريل 1953 في وينزبورو في الولايات المتحدة.